# Psilosi
La psilosi, in greco antico ψίλωσις, è la caduta dello spirito aspro, ovvero dell'aspirazione (h) che può essere presente prima delle vocali inizianti parola ma sempre presente in tutte le parole comincianti per ρ e per υ (si traslitterano infatti, se situate all'inizio della parola, /rh/ o /hy/). Questo fenomeno è ricorrente nell'ambito di alcuni dialetti greci antichi, tra i quali l'eolico e lo ionico d'Asia. Il greco moderno è psilotico: per questo motivo non si indica neanche lo spirito dolce (᾿) cioè la mancanza di aspirazione davanti alle parole che cominciano per vocale, indicata nell'ambito dei dialetti antichi.
La caratterizzazione eolica della lirica monodica di Saffo e Alceo e di altri autori appartenenti a questo genere letterario implica una frequente presenza del fenomeno psilotico all'interno dei componimenti pervenuti.
(Saffo, Fr. 47 Voigt, v. 2)
Questo verso di Saffo presenta il fenomeno psilotico nella parola ὠς, "come", che in attico presentava la forma "ὡς", con lo spirito aspro invece che dolce.
(Alceo, Fr. 140 Voigt, v. 5)
Questo verso di Alceo, invece, lo presenta nella parola ἴππιοι, "equini"; in attico sarebbe stato ἵππιοι, con lo spirito aspro.